# Scleria minor
Scleria minor là loài thực vật có hoa trong họ Cói. Loài này được (Britton) W.Stone miêu tả khoa học đầu tiên năm 1911 publ. 1912.